# Hermann Jordan (Offizier)
Hermann Jordan (* 12. Januar 1900 in Kunzendorf-Neurode; † 20. April 1945 in Visselhövede) war ein deutscher Marineflieger, Oberst der Luftwaffe der Wehrmacht und ein Kapitän zur See der Kriegsmarine. Von 1928 bis 1930 war er Mitglied des sogenannten Funk-Versuchs-Kommandos.

## Leben
Hermann Jordan trat im Juli 1918 als Seekadett in die Kaiserliche Marine ein. Bis Kriegsende war er zur Ausbildung an der Marineschule und auf der Schlesien.
Nach dem Krieg wurde er in die Reichsmarine übernommen und am 13. November 1920 Fähnrich zur See. Am 1. April 1923 folgte seine Beförderung zum Leutnant zur See. 1928 belegte er als Oberleutnant zur See (Beförderung am 1. Juli 1925) eine Fliegerausbildung und war zwei Jahre lang Mitglied der von der Reichsmarine in Warnemünde aufgestellten, illegalen Einheit mit dem Decknamen Funk-Versuchs-Kommando (FVK). Jordan gehörte zu den acht Seeoffizieren, die sich freiwillig gemeldet hatten. Hierfür wurden sie offiziell aus der Rangliste der Reichsmarine entfernt. 1930 war er in List auf Sylt Adjutant der Kommandantur Cuxhaven und zugleich Marinenachrichtenoffizier auf List für die Marinestation der Nordsee. Von September 1932 bis Dezember 1934 war er Kommandant des Torpedobootes Möwe und wurde in dieser Position zum Kapitänleutnant befördert. Anfang 1935 wurde er zur Luftwaffe versetzt und wurde zum Hauptmann ernannt.
Von Januar 1939 bis 1941 war er, ab 1. April 1939 als Oberstleutnant, Kommandeur der Küstenfliegergruppe 106 auf Norderney. Die Küstenfliegergruppe 106 wurde im April 1940 während der Weserübung eingesetzt. Am 1. August 1942 wurde er zum Oberst befördert. Von 1942 bis 18. April 1943 war er Kommandeur des Torpedowaffenplatzes der Luftwaffe in Gotenhafen-Hexengrund. Anschließend kam er an das Reichsluftfahrtministerium in das Technische Amt (C) des Generalluftfahrzeugmeisters (GL).
Am 1. September 1944 erfolgte seine Rückversetzung in die Kriegsmarine, wo er den Dienstgrad eines Kapitäns zur See erhielt. Er diente bis Februar 1945 im Luftwaffenlehrstab der Kriegsmarine. Von Februar 1945 bis April 1945 war er Kommandeur des neu aufgestellten Marine-Grenadier-Regiments 5 bzw. Kampfkommandant Visselhövede. Das Regiment war im Erdkampfeinsatz gegen britische Truppen im Raum der Aller und der Wümme eingesetzt und sollte im April 1945 die Stadt Visselhövede verteidigen. Am 17. April 1945 hatte die Einheit Visselhövede erreicht und in einem Gasthof Stabsquartier bezogen. Der nächste Tag war durch heftige britische Angriffe geprägt, sodass sich das Regiment weiter in die Stadt zurückziehen musste. Nachdem ein Entlastungsangriff durch das Marine-Grenadier-Regiment 7 gescheitert war, sah Jordan keine Chance mehr, ergab sich und ging in britische Gefangenschaft. Er wurde durch die Briten nach Neuenkirchen gebracht und konnte hier aus der Gefangenschaft fliehen. Sein Versteck in einer Tischlerei wurde verraten. Am 20. April 1945 wurde er bei dem Fluchtversuch aus der Tischlerei durch britische Soldaten erschossen.